# Barrio Jardín (Montevideo)
Barrio Jardín es un microbarrio de la ciudad de Montevideo. 

## Implantación
Ubicado dentro del barrio Parque Rodó, se encuentra a metros de Pocitos y de la Facultad de Arquitectura. Lo limitan la calle 21 de Setiembre, bulevar Artigas y bulevar España.

## Concepto
La idea arquitectónica del barrio (anteriormente llamado «Parque del Pueblo») fue desarrollada por Eugenio Baroffio en los años 1920. Baroffio diseñó la zona influenciado por la arquitectura modernista europea. En 1936, el arquitecto Gonzalo Vázquez Barrière llevó a cabo un conjunto de casas que compartían características del art decó: curvas, ventanas ojo de buey, escaleras y balcones redondeados. Las residencias se encuentran sobre un terreno de diferentes relieves y las manzanas, calles y pasadizos son curvos.